# Tlepólemo
Tlepólemo, na mitologia grega, foi um rei de Rodes, filho de Héracles. Ele levou 9 navios de Rodes para a Guerra de Troia, e foi morto por Sarpedão. Uma das versões sobre a morte de Helena é a vingança de sua viúva Polixo.
Tlepólemo foi gerado após Héracles ter derrotado os tesprócios, matado seu rei Fileu, e engravidado sua filha.
Tlepólemo viveu em Argos após a morte de Hilo. Lá, ele matou por acidente seu tio Licimnio, filho de Electrião, que havia migrado para Argos com ele, e se exilou para Rodes, seguindo o conselho de um oráculo.
Rodes era habitada por gregos que haviam sido plantados lá por Triopas, filho de Forbas, e estes receberam Tlepólemo como rei, por ser este filho de Héracles.
Tlepólemo participou da Guerra de Troia, sendo morto na Trôade.